# Herradura (Formosa)
Herradura is een plaats in het Argentijnse bestuurlijke gebied Laishi in de provincie Formosa. De plaats telt 2.333 inwoners.